# Салько, Алексей Маркович
Алексе́й Ма́ркович Салько (5 (17) сентября 1838 — 1918) — российский архитектор, внесший большой вклад в архитектуру Саратова, где 44 года проработал городским архитектором.

## Биография
Родился 5 сентября 1838 года в Полтаве в семье старшего лекарского помощника. Учился в Полтавской гимназии, затем в Санкт-Петербургском строительном училище Главного управления путей сообщения и публичных зданий, которое окончил в 1862 году.
После получения диплома молодой специалист был назначен архитекторским помощником в Саратовскую строительную и дорожную комиссию. В 1863 году его имя впервые упоминается на страницах саратовских газет в связи с возведением на Театральной площади нового каменного здания городского театра, проект которого был подготовлен архитектором К.В. Тиденом.
В 1866 году защитил диссертацию об устройстве водопровода и получил звание инженера-архитектора.
В 1870 году стал городским архитектором и проработал на этой должности вплоть до выхода на пенсию в 1914 году. Обладая кроме таланта ещё и колоссальной работоспособностью, Салько за время своей более чем полувековой деятельности изменил архитектурное лицо Саратова. С 1875 года также состоял гласным Саратовской городской думы.
В 1892 году был участником I съезда русских архитекторов, проходившего в Санкт-Петербурге. 
В 1915 году Алексей Маркович тяжело заболел и спустя три года скончался. Был похоронен в Саратове, однако местоположение могилы до сих пор[когда?] неизвестно.

## Наследие
Декоративные решения фасадов в стиле эклектики с обилием мелких элементов из фигурного кирпича получили прозвище «салькоко», производное от фамилии архитектора и названия стиля «рококо».
По проектам А. М. Салько в Саратове были возведены, в том числе, следующие здания:
| Год       | Фото                                        | Здание                                                    | Примечания |
| --------- | ------------------------------------------- | --------------------------------------------------------- | --- |
| 1879      |                                             | Окружной суд                                              | Ныне в здании располагается Лицей № 4 г. Саратова                                                                          |
| 1885      |                                             | Покровская церковь                                        | В советское время — общежитие Экономического института, мастерские союза художников. В 1992 году здание возвращено церкви. |
| 1889      |                                             | Князь-Владимирский собор                                  | На Полтавской площади, в 1930 г. был снесён                                                                                |
| 1890      |                                             | Саратовское первое Александро-Мариинское реальное училище | Ныне в здании располагается Гимназия № 1 (быв школа № 19) г. Саратова                                                      |
| 1909—1914 | Управление Рязано-Уральской железной дороги | Управление Рязано-Уральской железной дороги               | Сейчас в здании располагается управление Приволжской железной дороги                                                       |

## Память

Мемориальная доска Салько А.М. угол Радищева и Московской

В честь А. М. Салько названа улица в Саратове. 